# Doug Saunders
Doug Saunders (né en 1967 à Hamilton, Ontario) est un journaliste canadien, chroniqueur hebdomadaire et journaliste quotidien pour the Globe and Mail, un journal national canadien basé à Toronto, Canada. Il est le Chef européen de Bureau du journal, basé à Londres, au Royaume-Uni. 
Son journalisme a gagné le prix de Presse nationale, l'homologue au Canada du Prix Pulitzer des États-Unis, en quatre occasions. Il a gagné le prix un record trois fois consécutives, en 1998, 1999 et 2000, pour ses articles critiques. Et en 2006, il a gagné une quatrième récompense, l'honorant comme le meilleur chroniqueur au Canada en 2005. En 2008, il a été nommé pour un NNA en reportage international, pour une série d'articles d'investigation sur l'état de la classe moyenne dans le monde. Il aussi a été sélectionné pour le National Magazine Award du Canada. 
Sa colonne, Reckoning (Calculant), apparaît le samedi dans la section Focus du journal, et est généralement consacré aux concepts intellectuels et idéologiques derrière les nouvelles, d'une perspective politique qui est globalement enraciné dans la social-démocratie et le libéralisme. 

## Biographie
Saunders est né dans la ville de Hamilton (Ontario) et a fait ses études à Toronto et à proximité, y compris une période de sept ans à l'Université York d'où il est ressorti sans aucun diplôme. Il a habité en deux occasions en Angleterre et une fois aux États-Unis. Il est devenu journaliste vers vingt ans comme chef de bureau nationaux à Ottawa et l'écrivain pour l'agence de presse Canadian University Press. Au début des années 1990 il était écrivain et éditeur pour le mensuel Canadien de  gauche This Magazine, et chercheur et travailleur indépendant pour divers journalistes canadiens. En 1995, il a joint le Globe and Mail comme écrivain d'éditorial et écrivain de caractéristique. En 1996, il a créé un style spécialisée d'écriture sur les médias, la culture, les phénomènes de publicité et populaires. En 1999, il est devenu correspondant à Los Angeles, réputé pour son écriture sur les changements dans la société américaine. Il a commencé des reportages à Londres en 2004. Il a passé l'écriture beaucoup de temps en Europe, Turquie, Iran, le sous-continent indien, l'Afrique du nord et l'Asie. 

## Livres
En 2007, la Random House a annoncé qu'il publiera un livre par Saunders, intitulé Arrival City, pour édition en automne 2010. Ce livre décrit le rôle de la migration de inter-rural-urbaine et la hausse d'enclaves de migrations urbaines comme une source de changement et de conflit politique dans le monde. Il est publié depuis 2010 aux États-Unis par  Panthéon, au Canada par Knopf, en Angleterre par William Heinemann, en Allemagne par Karl Blessing Verlag, en Espagne par Debate/Mondadori, et en Hollande par Bezige Bij.

### en anglais
- (en) Arrival City : How the Largest Migration in History Is Reshaping Our World, Pantheon, 2011, 368 p. (ISBN 978-0-375-42549-3 et 0-375-42549-7)
- (en) The Myth of the Muslim Tide : Do Immigrants Threaten the West?, Vintage, 2012, 208 p. (ISBN 978-0-307-95117-5)

### en français
- Du village à la ville : Comment les migrants changent le monde [« Arrival City:How the Largest Migration in History Is Reshaping Our World »]  (trad. de l'anglais), Paris, Seuil, 2012, 446 p. (ISBN 978-2-02-106712-5)